# 新世界 (上海)
31°14′13″N 121°28′08″E / 31.23692°N 121.46899°E

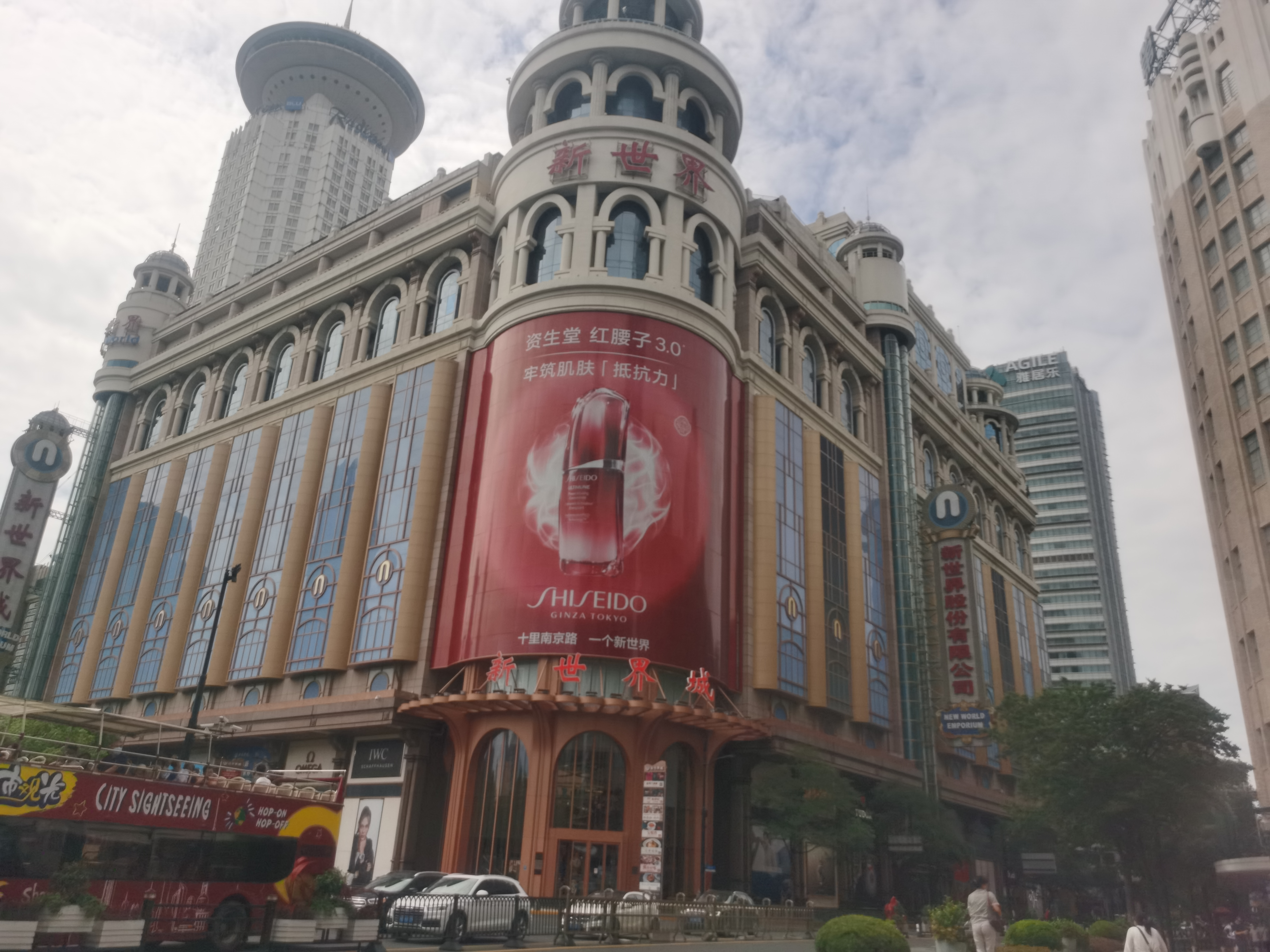
2019年底重装升级后的新世界城

上海新世界，位于中国上海市黄浦区南京路、西藏路口，为综合型百货商店。老大楼始建于1915年，现在的新世界于1993年8月始建，1995年12月30日建成，又称新世界城，现由上海新世界股份有限公司（上交所：600628）运营。在上海有“十里南京路，一个新世界”的说法。

## 历史

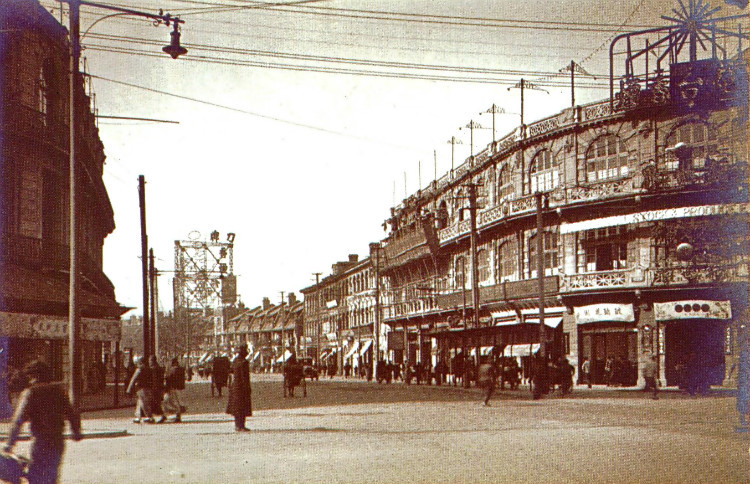
1918年的上海新世界

1914年，黄楚九、经润三等人在今南京路、西藏路口建造新世界，时称“新世界游乐场”，1915年12月开业，该楼是20世纪上海最早的钢筋水泥结构商业楼宇之一。1945年抗日战争胜利后，新世界与邻近的商店组成联合商场，有370户小贩，经营百货、服装、钟表、五金、黄金饰品等商品，以外国货为主。
中华人民共和国成立后，新世界经营的摊贩逐渐减少，1957年下半年减少至41户，1958年实行公私合营，成立“新世界百货商场”。当时的新世界以经营小商品为特色，品种多达8000余种，月销售额15万元。文革时期曾一度更名为“全球红百货店”，1972年更名为“黄浦百货商场”，1978年中共十一届三中全会后恢复原名，1981年实现销售额1500万元。
1988年，新世界改制为股份制，此后新世界经营规模扩大，经营商品有10个大类，6000多个品种，同时开设二楼，还安装了自动扶梯和中央空调。1992年－1993年并购崂山、金陵、丽华、中联百货、中艺绣品、人民广场超市等国有大中型企业。
1993年5月，新世界拆除了旧大楼，8月开始兴建“新世界城”，1995年12月30日建成并开业，总面积75000平方米，是当时上海浦西地区单体建筑面积最大的商厦。
2018年底，新世界发布公告称，公司董事会会议审议通过新世界城装修大调整投资项目。此次闭店改造工程于2019年3月11日开始，同年12月20日重新开业，是自1995年新世界城开业以来最大规模的调整。改造后的新世界新增“火影忍者世界”、室内攀岩、海洋水族馆、冰吧冰屋的冰雪世界以及超广角立体观景休闲区等体验项目。

## 现况
现在的上海新世界股份有限公司拥有上海新世界城有限公司、新世界丽笙大酒店有限公司、上海蔡同德药业有限公司等10多家子公司。而现在的新世界城，由新世界购物广场、新世界娱乐广场、新世界丽笙大酒店、新世界美食休闲广场和新世界立体停车场五个板块组成，其中包括上海杜莎夫人蜡像馆、新世界真冰溜冰场、新世界上影华威影城和上海歌城项目。